# Битва при горі Бадон
Битва при горі Бадон — битва між бритами та англосаксами в Післяримській Британії, орієнтовно відбулася у пізньому V — на початку VI ст. Закінчилася стратегічною перемогою бритських військ, що на значний час зупинила просування англосаксонських королівств у Західну Британію.

## Передумови
Із занепадом Західної Римської імперії, її правління у Британії починає слабшати. У 406 р. в римську провінцію Галлію рухнув потік варварських племен свевів, аланів, бургундів і вандалів. Для того, щоб не дати можливість германцям захопити Італію, римський полководець Стиліхон відкликав із острова римські легіони. Римська армія в Британії сприйняла це, як зневажливе ставлення до себе. У тому ж році стався бунт під керівництвом самопроголошених імператорів Марка і Граціана, які однак незабаром були вбиті. Після цього британська армія знову намагалася посадити на трон свого ставленика Костянтина. Стверджують, що він був простим солдатом. Цей претендент на трон імператора, так званий Костянтин III залучив на свій бік легіони Британії, і навесні 407 р. з'явився з усіма боєздатними частинами армії в Галлії.
Після виходу римських легіонів із Британії, на острові закінчилось римське правління, що тривало 364 роки. Владу перебрали на себе місцеві бритські князі та залишки римських патриціїв, які відразу почали міжусобні війни. Цим скористались сусідні шотландські племена піктів та ірландських скотів, які почали нападати на незахищені території Британії.

## Навала англосаксів
Не маючи можливості захиститися від піктів і скотів, брити двічі просили римську владу допомогти їм. Рим так і не прислав допомогу. Тоді місцевий князь Вортіґерн у 449 р. звернувся по допомогу до германських найманців із племені ютів, надавши їм як плату за послугу землі для поселення. Невдовзі на цих землях утворилося ютське королівство Кент (близько 475 року). За ютами у Британію припливли англи і сакси. Не маючи бажання захищати бритів від піктів і скотів, англосакси заключивши з останніми союз, почали грабувати місцеве населення, поетапно утворюючи на захоплених територіях свої королівства. Про це йдеться в Галльській хроніці:
 «Брити, переслідувані всілякими бідами і нещастями, підпали під владу саксів.»

## Битва при Бадоні

### Перемога бритів
На початку VI ст. об'єднані племена бритів за допомогою важкої кавалерії розбили піші війська англосаксів біля гори Бадон, зупинивши їхнє просування на територію Уельсу, Корнуоллу та Північної Британії.
За свідченням істориків об'єднаними бритськими військами, керував якийсь воєначальник (лат. Dux bellorum). Ранні британські історики Гільдас Мудрий (500—570 рр.) та Беда Преподобний (673—735 рр.) називають його Амврозій Авреліан, підкреслюючи його римське походження. Пізніші історики називають його Артуром. Так валлійський історик Ненній (VIII—ІХ ст.) описуючи у своєму творі «Історія бритів» дванадцять перемог бритів над англосаксами, (причому остання з яких відбулась біля гори Бадон) називає їхнього воєначальника Артором (Артур). На думку істориків від нього і бере свій початок, легендарний цикл артуріани, про подвиги короля Артура та його лицарів. Проте в Неннія Артор не є королем, а лише воєначальником бритів, який спільно з їхніми королями громить германців. Валлійська анонімна хроніка Х ст. «Аннали Камбрії»  називає воєначальника теж Артуром. Найвідоміша праця «Історія королів Британії» (1136 р.) Гальфріда Монмутського  називає воєначальником Артура, але тепер уже у статусі короля, котрий окрім перемоги над саксами, підкорив території Британії, Шотландії, Ірландії, Ісландії, Данії, Норвегії та Галлії, створивши таким чином Британську імперію.

### Датування битви
В істориків немає точної дати битви при Бадоні. В Аналлах Камбрії битва датується 516 рокорм. Проте для істориків ця дата є сумнівною і тому найчастіше битву датують початком V ст. або 490—517 рр.[джерело?]

### Місце битви
Дотепер місце битви невідоме. Гальфрід Монмутський вказує на пагорб біля містечка Бат у графстві Сомерсет. Є також думка, що битва відбувалась біля укріплення VI ст. Бедбері—Рінгз. у Дорсеті. Проте в обох випадках підтверджень немає.

## У фільмографії
У кінематографі битва знайшла своє відображення у фільмі «Король Артур». Головний герой фільму Луцій Арторій Каст (король Артур) — римський воєначальник сарматської кавалерії. Прибувши до Британії, він об'єднується з племенем піктів проти саксів. У фінальній битві при горі Бадон, Артур разом з піктами перемагає саксів.

## У комп'ютерних іграх
В комп'ютерній стратегії Rome: Total War: Barbarian Invasion відображена битва при горі Бадон. В ній головний гравець, грає на стороні романо-бритів проти саксів.

## Першоджерела
- Анналы Камбрии [Архівовано 10 травня 2012 у Wayback Machine.]
- Беда Достопотченный. Церковная история народа англов [Архівовано 13 жовтня 2010 у Wayback Machine.]
- Галльская хроника 452 года [Архівовано 17 листопада 2014 у Wayback Machine.]
- Гальфрид Монмутский. История королей Британии [Архівовано 9 грудня 2006 у Wayback Machine.]
- Гильдас. О разорении Британии [Архівовано 23 лютого 2016 у Wayback Machine.]
- Ненний. История бритов [Архівовано 29 січня 2011 у WebCite]